# Zatoka Kotorska
Zatoka Kotorska (czarn. / serb. Бока Которска; serb. / chorw. Boka Kotorska) – zatoka w południowej części Morza Adriatyckiego w Czarnogórze.

## Nazwa
Używana przez lokalną ludność nazwa „boka” pochodzi z włoskiego słowa bocca oznaczającego usta, bowiem z lotu ptaka kształt zatoki ma je przypominać.

## Geografia
Zatoka Kotorska ma językowaty kształt, głęboko wcina się w ląd. Składają się na nią 4 mniejsze zatoki. Od strony morza, jako pierwszy, położony jest Zalew Hercegnowski, który poprzez Cieśninę Kumborską łączy się z kolejnym Zalewem Tiwatskim, ten zaś poprzez Cieśninę Verige łączy się z pozostałymi dwoma: Risańskim i Kotorskim. Trzy wewnętrzne zalewy mają charakterystyczny, trójkątny kształt.
W zatoce znajduje się 9 wysp: Miholjska Prevlaka, Mamula, Ostrvo Vavedenje u samego wlotu do zatoki, Sveti Marko, Zanovjetni Školjic, Ostrvo Cvijeća i Mala Gospa w Zalewie Tiwatskim oraz Gospa od Škrpjela i Sveti Đorđe w Zalewie Risańskim.
Zatokę Kotorską otacza kilka pasm Gór Dynarskich: od północnego zachodu są to góry Orjenu, od północnego wschodu Ledenice, zaś od strony południowo-wschodniej pasmo Lovćen. Pomiędzy zalewami znajduje się niewielki masyw Vrmac, który wraz z półwyspami Luštica i Prevlaka tworzą charakterystyczną linię brzegową. Zatoka, ze względu na otaczające ją strome zbocza gór, często nazywana jest „śródziemnomorskim fiordem”. W rzeczywistości nie powstała ona wskutek działalności lodowca i nie ma charakteru fiordu (zalanej doliny polodowcowej), ale riasu (zalanej doliny rzecznej).
Północno-zachodnie wybrzeże zatoki na niewielkim odcinku należy do Chorwacji.

## Miasta i turystyka
Nad zatoką leżą m.in. średniowieczne miasta Kotor i Perast oraz pamiętające czasy antyczne Risan. Miejscowości te wraz z całym krajobrazem Zatoki Kotorskiej przypominającym fiordy północy, zostały w 1979 r. wpisane na Listę Światowego Dziedzictwa Kulturalnego i Przyrodniczego UNESCO. Nad zatoką położone są ponadto kurorty Tivat i największy Herceg Novi. Dzięki swemu ukształtowaniu geograficznemu i położonym na wybrzeżu miastom oraz licznym zabytkom, zatoka jest najważniejszym regionem turystycznym Czarnogóry. Szczególnie dużo turystów odwiedza dobrze zachowane stare miasto w Kotorze (w tym katedrę św. Tryfona) i potężne mury kotorskiej twierdzy.

## Komunikacja
Pomiędzy miejscowościami Kamenari (na zachodzie) a Lepetani (na wschodzie), w cieśninie Verige, funkcjonuje przeprawa promowa, będąca częścią drogi krajowej M2. Stale kursujące promy umożliwiają przeprawę zarówno samochodów (odpłatnie), jak i ludzi (bezpłatnie).

## Galeria

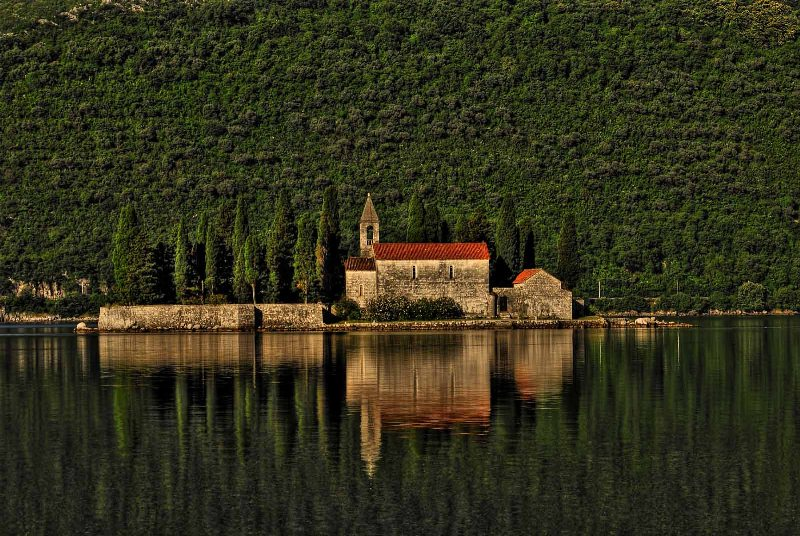
Monastyr Św. Jerzego widok od strony Perastu
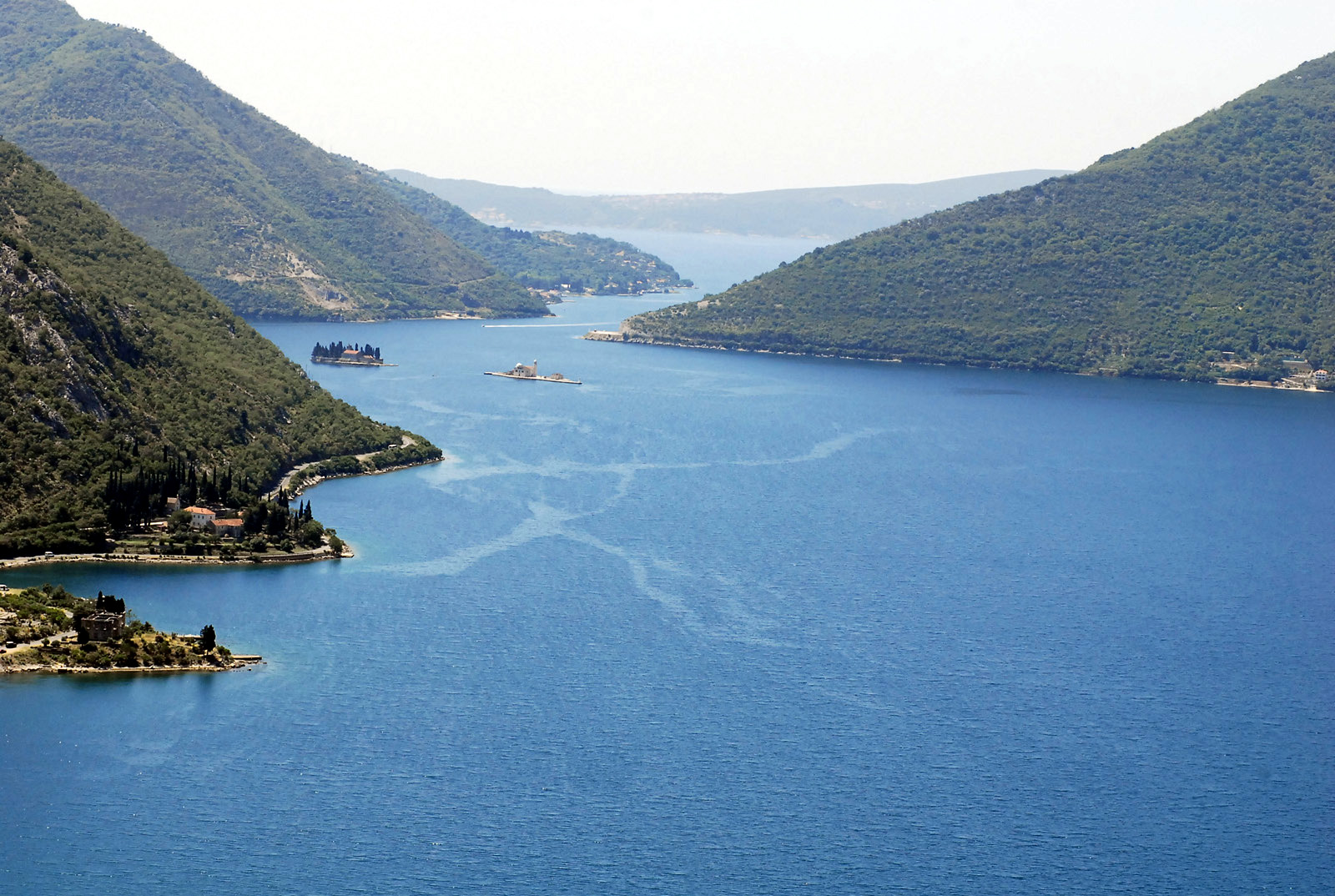
Widok na zatokę ze strony pasma Ledenice
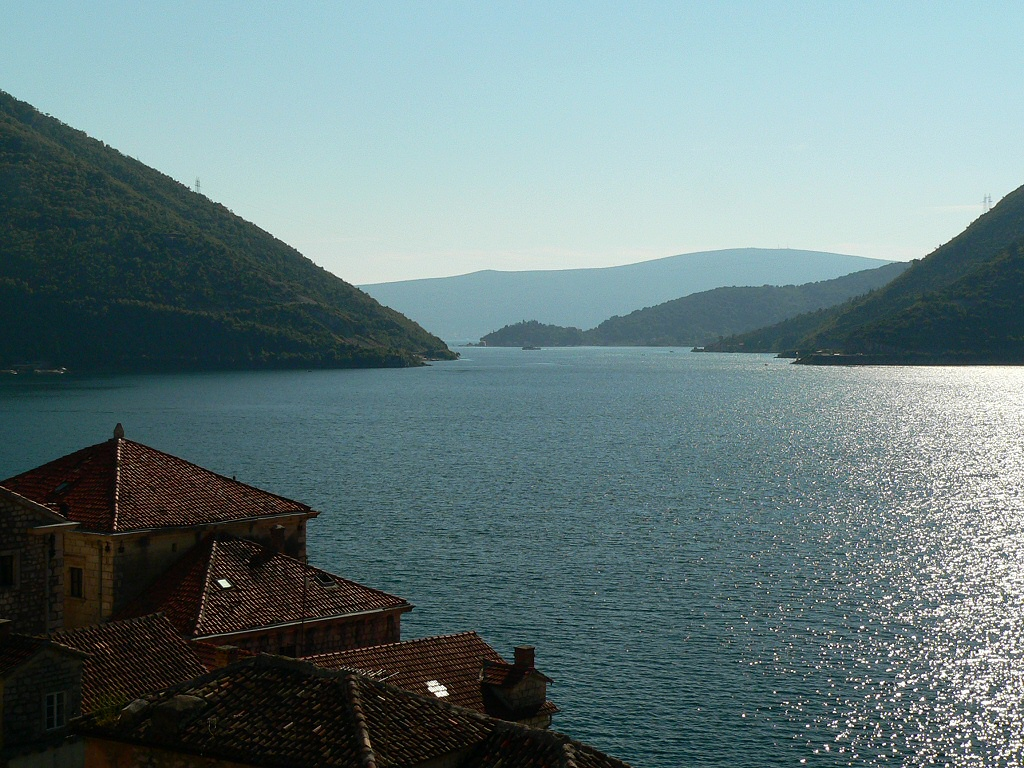
Widok na zatokę z Perastu, widoczna cieśnina Verige
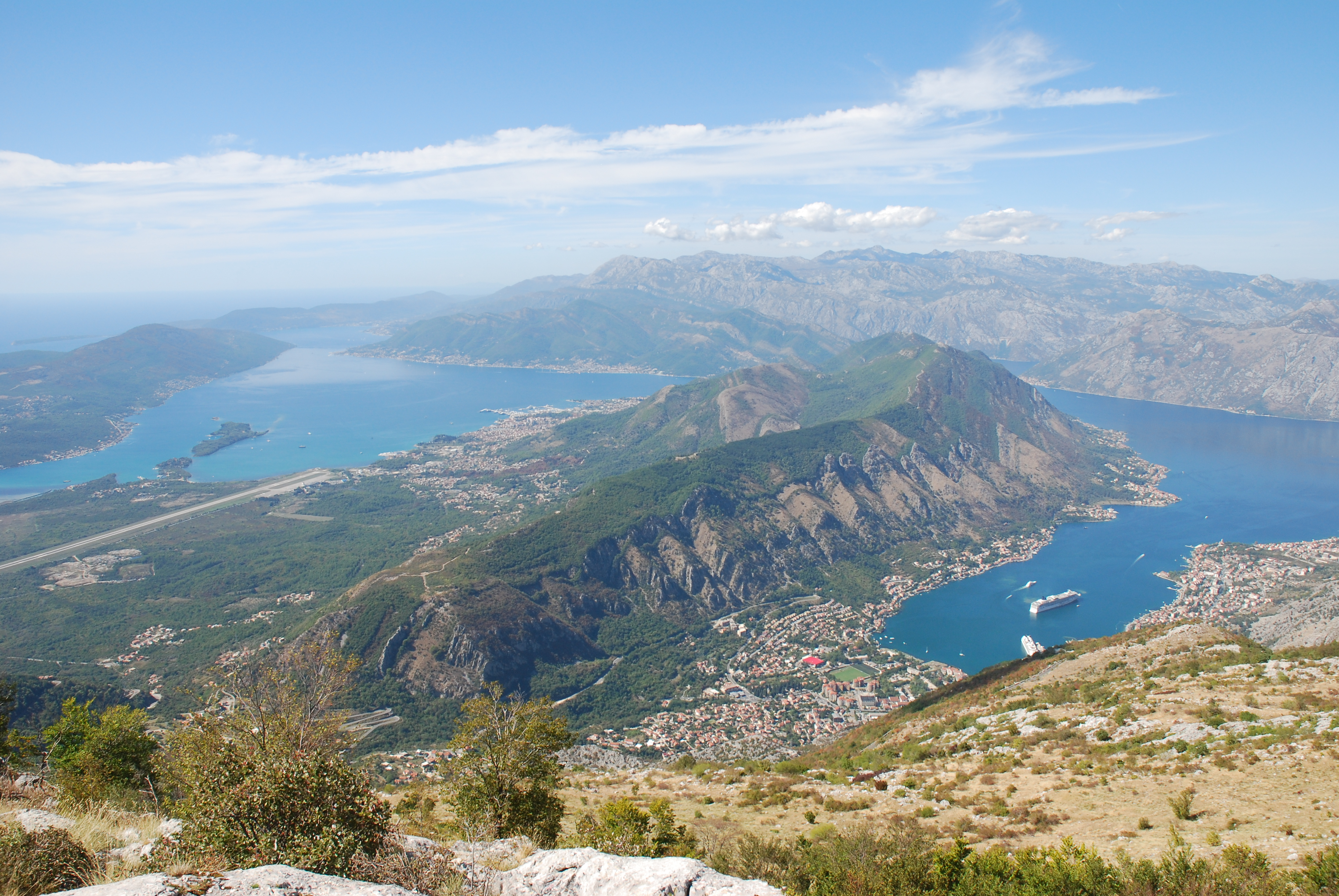
Widok od strony Lovćen: po lewej Zalew Tivatski, po prawej Kotorski